# بانک مسکو
بانک مسکو (انگلیسی: Bank of Moscow) شرکت خدمات مالی و بانکداری روسی است، که در سال ۱۹۹۵ تأسیس شد و هم‌اکنون زیرمجموعه‌ای از وی‌تی‌بی بانک می‌باشد.